# Bataille de Smara (1979)
Vous lisez un « bon article » labellisé en 2019.
Pour les articles homonymes, voir Bataille de Smara.
Guerre du Sahara occidental
Batailles
La bataille de Smara est livrée entre les 5 et 8 octobre 1979 pendant la guerre du Sahara occidental à Smara. Les forces armées royales du Maroc repoussent une importante attaque du Front Polisario sur la ville.
Mouvement politique réclamant l'indépendance du Sahara occidental, le Front Polisario prend les armes dès 1975 contre les voisins mauritaniens et marocains qui s'allient et se partagent le territoire à la suite de la marche verte et des accords de Madrid. Concentrant leurs efforts sur le maillon faible de cette alliance, à savoir la Mauritanie jusqu'à sa neutralisation dans le conflit en 1978, les indépendantistes vont lancer une offensive meurtrière à l'encontre du Maroc à partir de 1979, le poussant à abandonner plusieurs localités dans l'est du territoire.
Smara, ville sainte et seconde agglomération du Sahara occidental, est d'une importance capitale tant sur le plan politique que stratégique. La perte de cette ville serait une catastrophe pour le Maroc. Harcelée à de nombreuses reprises durant toute l'année, la ville est ceinturée d'importantes défenses avant la bataille.
Les colonnes polisariennes bombardent les positions marocaines dès la nuit du 5, puis lancent l'assaut sur Smara le lendemain et arrivent à pénétrer dans la ville par le sud-est. Les combats sont intenses, parfois au corps à corps. L'intervention de l'aviation marocaine, utilisant les tout nouveaux Mirage F1 achetés à la France, change l'issue du combat et provoque la retraite des polisariens.
Toutes les sources confirment qu'il s'agit de la bataille la plus violente menée depuis le début du conflit, les deux camps revendiquant chacun avoir tué plus de 1 000 adversaires. Dans leur repli, les combattants du Polisario emmènent plus de 716 civils sahraouis et font 42 prisonniers marocains.

## Contexte

### Contexte historique
La colonisation du Sahara occidental par l'Espagne débute en 1884, mais n'est confirmée qu'après la conférence de Berlin. Le territoire est habité par des tribus nomades d'origine arabo-berbère hostiles à la présence d'Européens. Dès 1885, le chef religieux maure Ma El Aïnin lance un appel à la guerre sainte contre les colonisateurs français et espagnols dans la région. Armé et financé par le Maroc contre la reconnaissance de la souveraineté de celui-ci sur le Sahara espagnol et la Mauritanie, il va mener la résistance jusqu'à sa mort le 23 octobre 1910 à Tiznit.
Un protectorat franco-espagnol est rapidement instauré sur le Maroc dès 1912. L'Espagne a enfin les mains libres pour renforcer son administration sur les territoires de Río de Oro et de Seguia el-Hamra, et contrôle également le nord du Maroc, le cap Juby et l’enclave d'Ifni. Le Maroc ne recouvre son indépendance qu'en 1956. Le protectorat français prend fin tandis que seule la zone nord du protectorat espagnol est restituée. Dès lors, sous l'impulsion de nationalistes tels que Allal El Fassi et son parti de l'Istiqlal, reconstituer l'intégrité territoriale avec l'idée d'un « Grand Maroc », regroupant la Mauritanie, une partie du Mali, une partie du Sahara algérien et le Sahara occidental devient un objectif primordial. Dès 1957, le Maroc finance et arme l'armée de libération nationale née dans le Rif et le Moyen Atlas entre 1953 et 1955. L'ALN déclenche la guerre d'Ifni et s'attaque à l'occupant espagnol à Ifni, au cap Juby et au Sahara occidental, et même français du côté de Tindouf et la Mauritanie. L'opération Écouvillon lancée le 10 février 1958, conjointement par les armées françaises et espagnoles, finit par écraser les combattants de l'ALN qui sont repoussés vers le nord, tandis que du côté d'Ifni, tous les postes espagnols sont tombés aux mains des Marocains mis à part le chef-lieu Sidi Ifni,. Le 2 avril 1958, des accords sont signés entre le gouvernement espagnol et le Maroc, et le cap Juby est rétrocédé au Maroc. Puis en 1969, c'est au tour de Sidi Ifni d'être abandonné au Maroc, conformément à la résolution 2072 de l'Organisation des Nations unies (1965), appelant à la décolonisation d'Ifni et du Sahara occidental. Cependant, l'Espagne refuse toujours de lâcher le Sahara occidental,.
Le Front Polisario, qui voit le jour le 29 avril 1973 à Zouerate en Mauritanie, mène ses premiers faits d'arme contre des garnisons espagnoles au Sahara. Entre-temps, le Maroc, qui revendique le Sahara occidental depuis la visite à M'Hamid El Ghizlane du défunt souverain Mohammed V en 1958, appelle toujours au départ des Espagnols tandis que la Mauritanie commence également à avoir des vues sur ce territoire,. Le 16 octobre 1975, l'avis consultatif de la Cour internationale de justice confirme l'existence de liens historiques entre les populations du Sahara occidental et le Maroc, ainsi que l'ensemble mauritanien. L'avis conclut cependant qu'ils ne sont pas de nature à empêcher un référendum d'autodétermination, en y rendant inapplicable la notion de terra nullius. Quelques jours plus tard, le Roi du Maroc Hassan II, organise la marche verte (6 novembre 1975), qui se révèle être un véritable coup de poker débouchant sur le partage du territoire entre le Maroc et la Mauritanie, à la suite des accords de Madrid le 14 novembre 1975. Entre-temps, sous les ordres d'Ahmed Dlimi, l'armée marocaine s'empare des localités de Jdiriya (en), Haouza, puis Farsia (en), et ont lieu les premiers affrontements entre Marocains et Sahraouis indépendantistes.

Partage de l'ex-Sahara espagnol entre la Mauritanie et le Maroc en janvier 1976.

Les troupes marocaines investissent Smara le 27 novembre 1975, malgré le harcèlement du Polisario, puis Laâyoune le 11 décembre. La Mauritanie s'empare du sud du Río de Oro. L'Algérie tente d'intervenir directement dans le conflit jusqu'aux événements d'Amgala début 1976. Le 24 février 1976, le Polisario déclare l'indépendance de la république arabe sahraouie démocratique. Les indépendantistes vont continuer le harcèlement à l'encontre de l'armée marocaine, mais vont concentrer leurs principales attaques sur la Mauritanie, beaucoup plus faible, et porter des coups dévastateurs à l'économie mauritanienne avec des raids permanents sur Zouerate, le poumon économique de la Mauritanie. Durant toute l'année 1977 et au premier semestre de 1978, les raids se multiplient jusqu'au renversement du régime de Moktar Ould Daddah le 10 juillet 1978 par un collectif favorable au Polisario mettant fin à la guerre. La seule cible des indépendantistes est désormais le Maroc.

### Situation militaire difficile pour le Maroc

Situation militaire au Sahara occidental début octobre 1979. Le Maroc a perdu le contrôle d'une grande partie de l'est du Sahara occidental.

L'offensive Houari-Boumédiène, en mémoire du défunt président algérien Houari Boumédiène, principal soutien des indépendantistes, est lancée le 13 janvier 1979 par les combattants du Front Polisario. Leurs attaques contre les garnisons marocaines sont particulièrement meurtrières durant cette année 1979. Les indépendantistes n'hésitent plus à mobiliser de gros effectifs et un important matériel dans des assauts meurtriers en plein territoire marocain non contesté. Le Polisario considère ainsi être en droit d'attaquer le territoire marocain en réponse aux « attaques du Maroc » au Sahara occidental.
La bataille de Tan-Tan, qui mobilise 1 700 combattants et 200 véhicules sahraouis, se révèle être un coup d'éclat politique du Polisario, et suscite chez la population marocaine et les politiciens marocains des interrogations sur les capacités et la stratégie des forces armées royales. D'autres raids meurtriers ont lieu durant le mois de juin sur Assa et Tan-Tan, toujours en plein territoire marocain.
Le 5 août 1979, la Mauritanie déclare un cessez-le-feu unilatéral à l'encontre du Front Polisario à cause d'un putsch militaire qui a renversé l'ancien président Moktar Ould Daddah un an auparavant. La guerre trop coûteuse a plombé l’économie mauritanienne, poussant donc la Mauritanie à abandonner le sud du Río de Oro, qui est immédiatement annexé par le Maroc. L'armée marocaine investit ainsi la partie sud du Sahara et commence rapidement à sécuriser la zone. Or, les indépendantistes du Polisario sont aussi sur le coup. Le 11 août, les Sahraouis lancent une gigantesque attaque avec 2 500 à 3 000 combattants et 500 véhicules sur Bir Anzarane. L'attaque a pour but de permettre au Polisario l'accès au Río de Oro, et notamment Dakhla. Les polisariens sont repoussés au prix de lourdes pertes du côté marocain,. En représailles à l’annexion du Río de Oro, le Front Polisario lance une nouvelle série d'attaques meurtrières en territoire marocain non contesté. L'armée marocaine subit ainsi une cuisante défaite le 24 août à Lebouirate, où la base du 3e groupe d'escadrons blindés est démantelée par les indépendantistes qui récupèrent une grande quantité de matériel militaire dont des blindés, et font de nombreux prisonniers. Près de 5 000 polisariens participent à la bataille. Le 16 septembre 1979, une attaque meurtrière est lancée par les indépendantistes sur Lemgat près de la place forte de Zag, et cause de lourdes pertes à l'armée marocaine.
La situation militaire est donc particulièrement difficile pour le Maroc qui n'arrive toujours pas à sécuriser son territoire face aux incursions des Sahraouis. Le Polisario utilise sa mobilité et sa connaissance du terrain pour attaquer garnisons et villes à l'aide de colonnes rapides. Les FAR ne peuvent se lancer à la poursuite des Sahraouis lorsqu'ils se replient dans leur sanctuaire de Tindouf en Algérie. L'armée marocaine souffre de sa dispersion dans un territoire grand comme la moitié de la France, réduisant sa capacité à se battre et à assurer la logistique. De nombreuses localités sont abandonnées au Polisario à cause du harcèlement continu et de la difficulté à les défendre et ravitailler : Farsia en avril 1977, Haouza en octobre 1977, Bir Lahlou en mars 1978, Tifariti fin mars 1979, Amgala en avril 1979,, et Jdiriya (en) en juin 1979. Ces libérations, bien que ne s'accompagnant pas d'une occupation durable, confirment le recul du Maroc, qui ne contrôle plus que quelques agglomérations. Le 24 septembre 1979, le ministre de la défense sahraoui Brahim Ghali laisse prévoir l'imminence de « nouvelles et très importantes opérations », mais la majorité des observateurs pensent alors que la future cible est Zag. Smara est harcelée à de nombreuses reprises durant cette année 1979. La ville subit plusieurs attaques durant le mois de mai, ainsi que le 19 juillet, et les 4 et 5 septembre.

### Importance de Smara

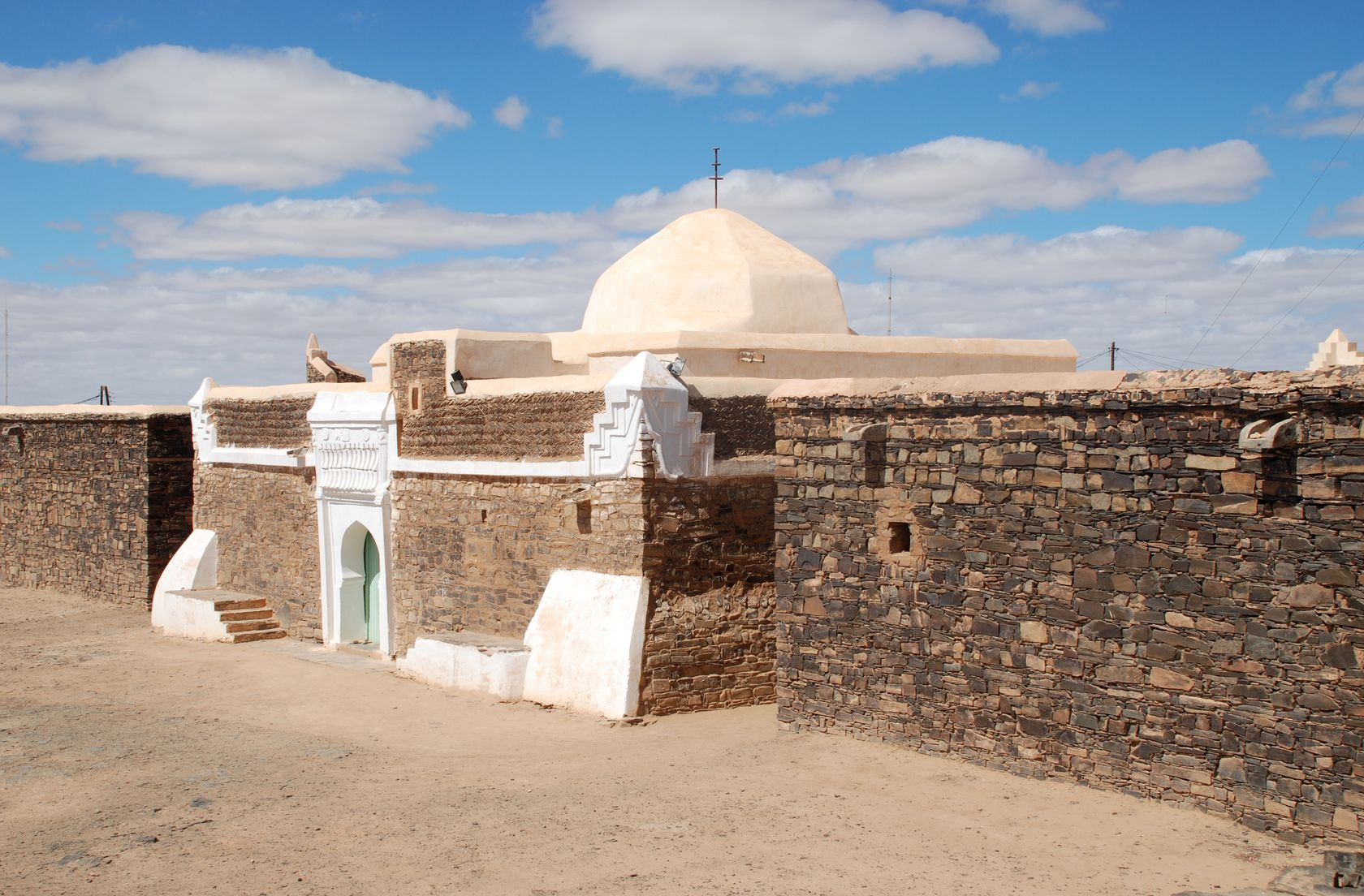
Zaouiat Cheikh Ma El Ainine à Smara.

La ville revêt une double importance : stratégique et politique. Smara est la ville sainte du Sahara occidental, et elle a été fondée par le cheikh Ma El Aïnin, célèbre personnage dans l'histoire de la région, connu pour avoir mené la guerre sainte contre les colonisateurs. Le Maroc tient en partie sa thèse de la marocanité du Sahara occidental sur le personnage du cheikh Ma El Aïnin, celui-ci ayant accepté l'aide du royaume pour mener la lutte contre les troupes françaises en échange de la reconnaissance de la souveraineté de celui-ci sur le Sahara occidental et la Mauritanie. La ville est située au centre de la province de Seguia el-Hamra, à environ 150 km à l'est de Laâyoune, et à environ 250 km à l'ouest de la frontière avec l'Algérie. Smara se situe donc à un carrefour où se croisent les voies du désert qui, d'est en ouest vont de Tindouf à Laâyoune, et, du nord au sud, du Maroc vers Bir Moghreïn et Atar, en Mauritanie. Elle fait aussi partie du « triangle utile » Laâyoune-Smara-Boukraa où se trouvent les riches mines de phosphate de Boukraa et la plus longue bande transporteuse du monde (96 km) qui achemine la production de phosphate des mines jusqu'au port de la ville de Laâyoune,.
Seconde agglomération du Sahara occidental, Smara est peuplée de 8 000 habitants avant le début de la guerre. À cette époque, l'urbanisation dans la région est très faible puisque la plupart des Sahraouis sont des nomades. Les troupes marocaines sous le commandement du colonel Ahmed Dlimi ont investi la ville le 27 novembre 1975, à la suite de la marche verte et des accords de Madrid, et ce malgré le harcèlement du Polisario.

## Forces en présence

### Armée marocaine
En septembre 1978, les forces armées royales disposent d'un effectif total de 80 000 hommes et 60 avions de combat. La ville de Smara est défendue par un régiment de 5 400 soldats marocains, sous les ordres du commandant du secteur, le colonel Driss El Harti. Selon le colonel Mohamed Ghoujdami, commandant du 6e RIM, la garnison de Smara est alors inférieure aux assaillants tant par le nombre que par la puissance de feu. La ville est cependant bien fortifiée par d'importantes défenses la ceinturant sur une profondeur de 10 à 14 kilomètres tandis que les collines entourant la cité sont également fortifiées. La garnison est dotée de nombreux véhicules blindés.
Utilisant autrefois uniquement des Northrop F-5 américains, l'armée marocaine dispose désormais de Mirage F1, qui font partie d'une vingtaine d'appareils livrés par la France de Valéry Giscard d'Estaing sur une commande totale de cinquante avions passée en deux tranches. Le Polisario est rapidement au courant de cette dernière acquisition et n'hésite pas à en faire part à la presse par l'intermédiaire de son ministre de la Défense Brahim Ghali, qui signale la présence de trois Mirage F1 dans l'aérodrome de Smara une vingtaine de jours avant la bataille, dénonçant en même temps le soutien de la France au Maroc. Le Mirage F1 est un avion de combat monoplace disposant pour l'attaque au sol de deux canons tirant vingt-sept obus et qui peut emporter quatorze bombes de 250 kilos, cent quarante-quatre roquettes ou des engins guidés air-sol. Plus d'une dizaine de Mirage F1 et F-5E, principalement basés à Laâyoune, participent aux combats.

### Forces du Polisario

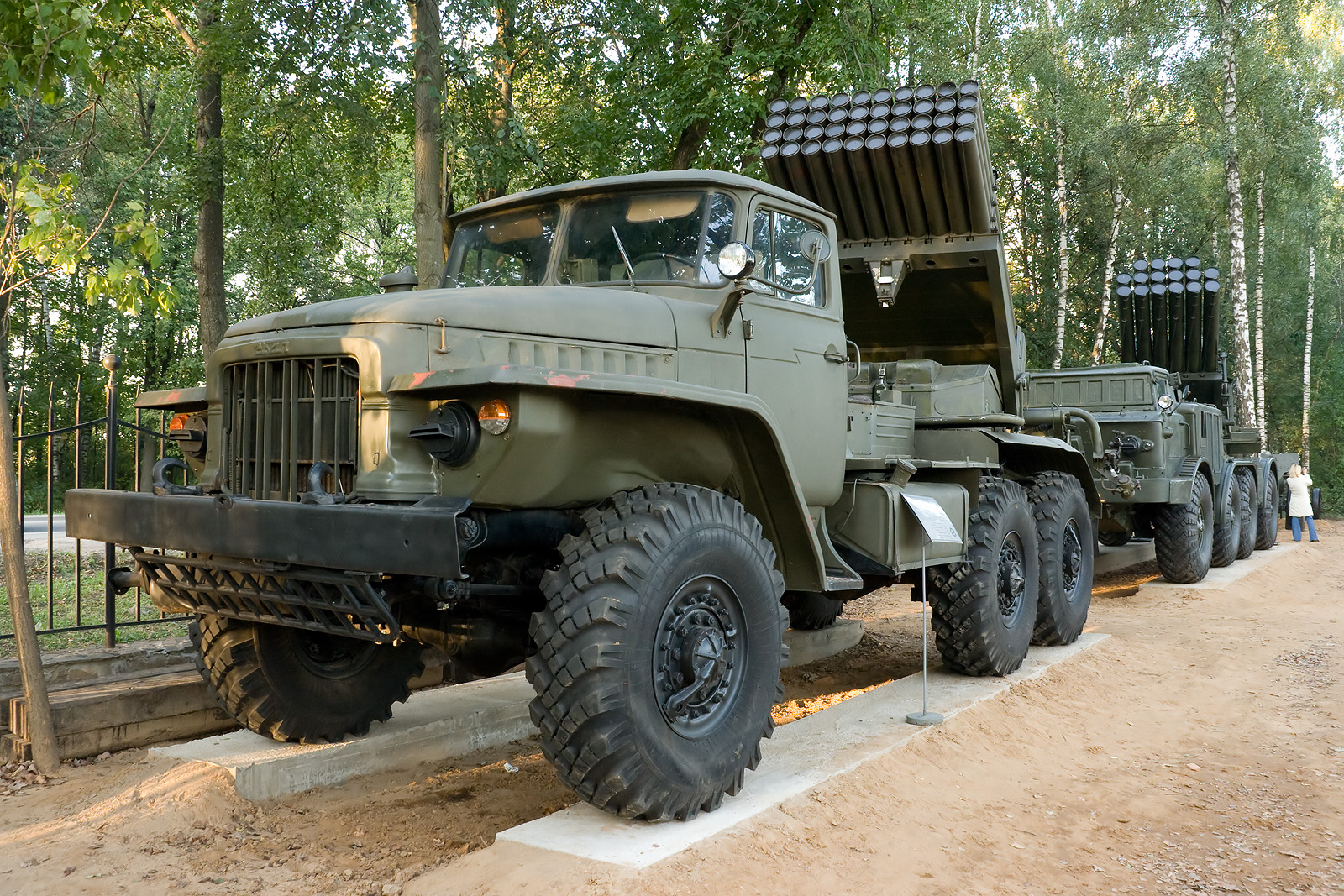
Orgues de Staline, une des armes favorites du Polisario.

L'armée populaire de libération sahraouie compte à l'époque environ 10 000 à 20 000 hommes. Pour cette bataille, le Polisario utilise une grande partie de son armée, soit une grosse colonne estimée entre 2 000 et 6 000 hommes ainsi qu'au moins 400 véhicules, des Land Rover, des Toyota ainsi que des véhicules blindés,,. Les sources divergent concernant le nombre exact de combattants sahraouis. Le colonel Mohamed Ghoujdami avance le chiffre de 4 000 à 5 000 hommes. Les Sahraouis sont équipés d'armement principalement soviétique, mais également tchèque et chinois. Le Polisario mobilise des orgues de Staline, arme particulièrement appréciée par ses combattants, de 120 mm, 122 mm et 160 mm, d'une portée allant de 11  à   13 milles, et dispose de 9K32 Strela-2 et d'autres armes anti-aériennes. Les indépendantistes sont également armés de mitrailleuses soviétiques, de Kalachnikov et de pistolet-mitrailleurs.

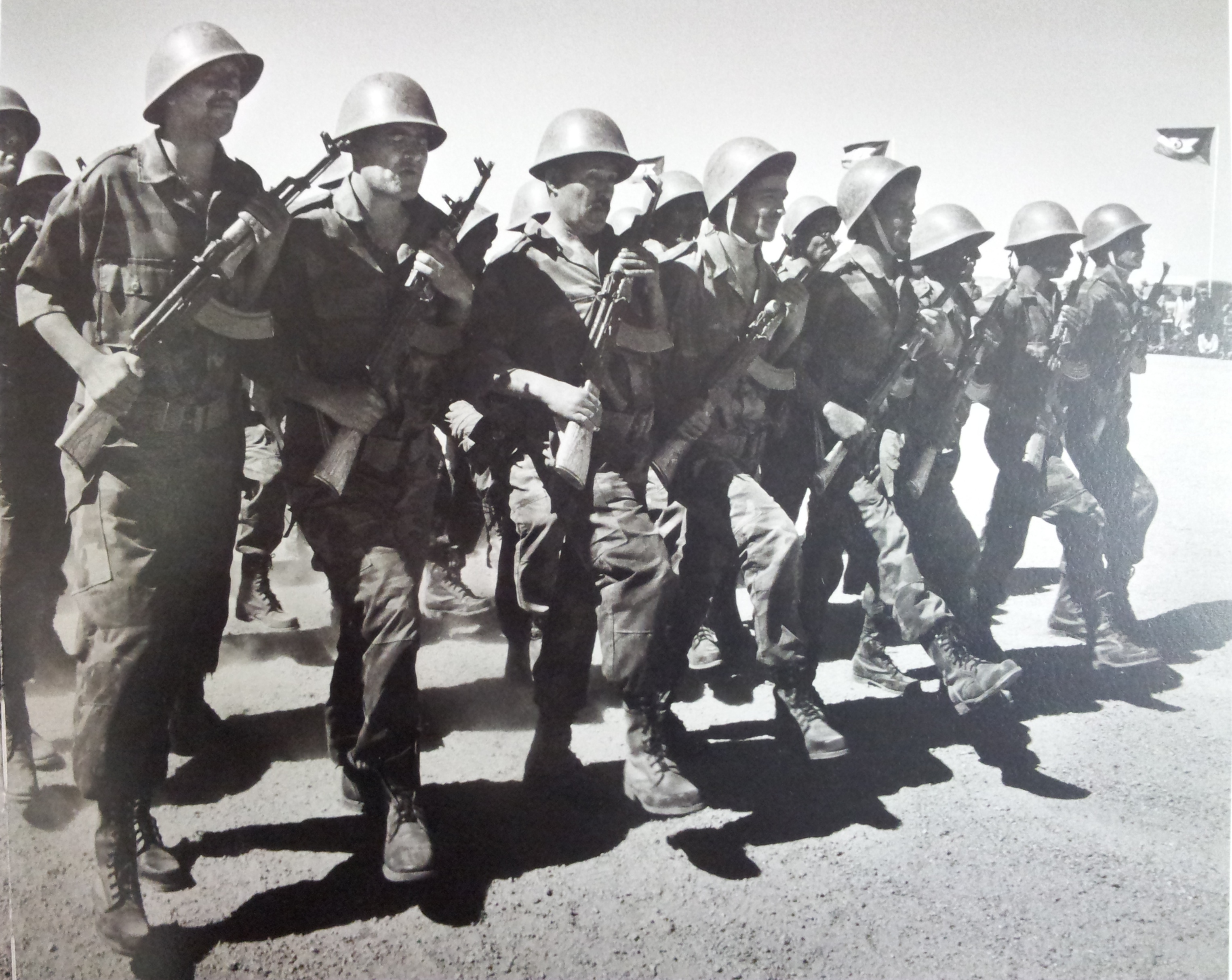
Des soldats du Front Polisario lors d'une parade en 1980.

L'armement du Polisario est principalement fourni par l'Algérie, qui offre également des canons de 122 mm, tout le carburant nécessaire et la base arrière de Tindouf, tandis que la Libye livre des transporteurs de troupes, des missiles et des roquettes ainsi que des armes légères (AK-47, AKM, PKM).

## Déroulement
Le Front Polisario lance tout d'abord une attaque de diversion le 5 octobre 1979 à l'aube sur Zag, revendiquant la mort d'une centaine de soldats marocains et la destruction de deux postes avancés. Le but est de fixer les forces de cette très importante garnison et donc de disperser les soldats marocains, tandis que la vraie cible est Smara.
La bataille de Smara débute dans la nuit du 5 octobre. Les combattants polisariens, qui font face à d'importantes défenses ceinturant la ville sur une profondeur de 10  à   14 kilomètres, se mettent à pilonner les positions marocaines avec notamment des lance-roquettes de 122 mm, tirant plus de 1 700 roquettes d'après les dires de certains officiers marocains. À l'aube du 6 octobre 1979, à 6 h du matin, trois colonnes indépendantistes attaquent par trois côtés de la ville les positions marocaines, tandis que d'autres unités s'occupent de contrecarrer une possible contre-offensive et l'arrivée de renforts marocains depuis d'autres villes. Repérés deux heures avant l'attaque, les polisariens sont stoppés sur une ligne d'avant-postes. Le colonel Driss El Harti, commandant la garnison, est tué pendant ces premiers combats. Selon le député de Smara Mohamed Ali Ould Sidi Bechir, rallié au Polisario et présent durant les combats, les combattants sahraouis réussissent à franchir trois ceintures de protection de la ville du côté sud-est, et pénètrent dans la ville dès 6 h 30. Les Marocains résistent lors de cette première journée de combat meurtrière, où des affrontements au corps à corps ont lieu dans certaines positions. D'après la garnison marocaine, les Sahraouis dénombrent quelque 350 morts et 50 véhicules détruits lors de cette première journée de combat.

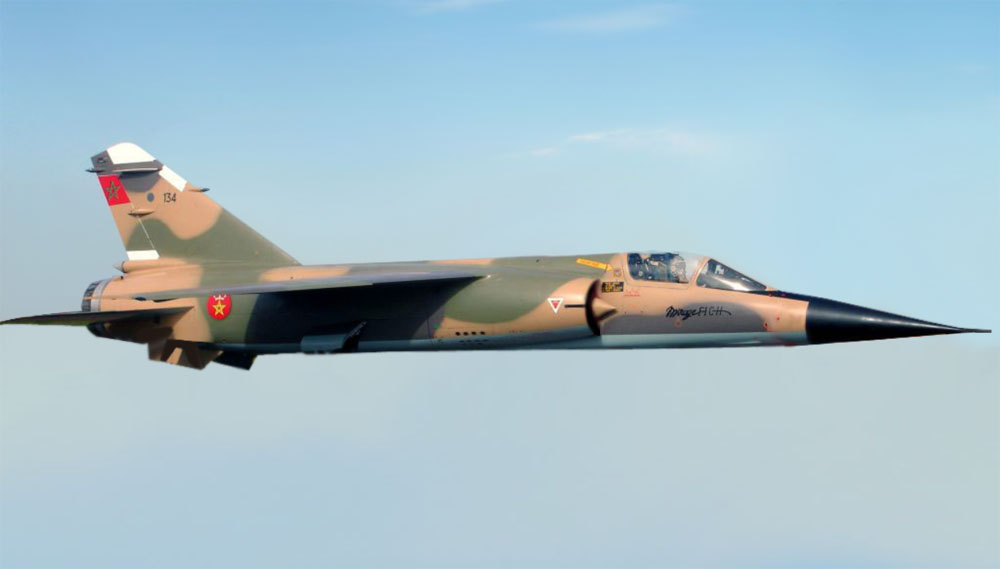
Le Dassault Mirage F1 joue un rôle décisif dans la victoire marocaine.

L'intervention des Mirage F1 dans la nuit du samedi 6 au dimanche 7 octobre se révèle décisive. Les attaques nocturnes ont été généralement d'une grande efficacité pour les Sahraouis lors des batailles précédentes, car l'aviation marocaine ne pouvait intervenir dans l'obscurité. Les Marocains vont pour la première fois lancer des attaques aériennes de nuit, surprenant les colonnes du Polisario. Ébranlés, les indépendantistes battent en retraite désorganisée ; sous le feu de l'artillerie combinée aux attaques aériennes marocaines, le repli se transforme en déroute. Des Sahraouis équipés de Strela-2 et d'autres armes anti-aériennes dressent un barrage et tentent d'abattre les avions marocains, ce qui démontre les soutiens extérieurs et le matériel sophistiqué dont bénéficie le Polisario.
Pourtant, dans la nuit du dimanche 7 au lundi 8 octobre, le Front Polisario annonce que la ville est tombée aux mains de ses combattants, et que les pertes de l'armée marocaine sont très lourdes, ajoutant également que de nombreux renforts marocains affluent vers la ville. Les autorités marocaines démentent rapidement la chute de la ville, mais reconnaissent que la ville de Smara, seconde agglomération du Sahara occidental, est « harcelée » par le Polisario. Le Polisario retire ensuite sa revendication de contrôle de la ville. Les combats prennent fin dans la journée, l'attaque des indépendantistes est repoussée par les soldats marocains.
Les responsables militaires marocains déduisent rapidement que certaines unités du Polisario sont parties de positions situées près de la frontière mauritanienne, à seulement 40 kilomètres de distance. Les éléments du Polisario qui se replient sur leurs positions à la fin des combats sont poursuivis par l'aviation marocaine qui les bombarde et rend difficile le passage de Smara à Tifariti d'où venaient des renforts sahraouis.

## Bilan et conséquences
Il s'agit de la bataille la plus violente menée depuis le début du conflit. Elle marque un nouveau degré dans l'escalade de cette guerre. Un communiqué officiel du ministère marocain de l'information confirme l'extrême violence des combats. Le communiqué met l'accent sur l'intervention décisive de l'aviation, qui a semble-t-il changé l'issue du combat. Les avions utilisés étaient surtout des Mirage F1, vendus au Maroc par la France de Valéry Giscard d'Estaing. Opérant de nuit, les Mirages ciblent à la fois les unités dans la ville et les renforts du Polisario.
Pour le journal américain The Christian Science Monitor, la bataille de Smara est une écrasante victoire pour les forces royales aériennes. Les pilotes marocains ont démontré leur capacité à manœuvrer le sophistiqué Mirage F1, dont ils louent les performances supérieures aux anciens avions américains Northrop F-5E.
Selon l'historien Pierre Vermeren, les deux camps déclarent chacun avoir tué plus de 1 000 adversaires, mais ces rapports sont jugés peu crédibles par les spécialistes. Le Maroc affirme via le ministère de l'Information que les forces marocaines ont infligé des pertes sans précédent aux assaillants. Selon le ministère, les pertes du Polisario s'élèvent à plus de 1 085 morts et 194 véhicules détruits, tandis que 121 soldats marocains ont été tués ou blessés. Selon d'autres bilans, les Sahraouis auraient perdu 250 véhicules. Le Polisario déplore notamment la perte de plusieurs lance-roquettes BM-21 Grad. D'après le colonel Mohamed Ghoujdami, le Polisario a perdu de trois à quatre cents hommes à Smara même, et quelque six cents autres dans l'attaque de leur colonne par l'aviation marocaine.
Le Front Polisario, qualifiant l'opération d'« événement historique », annonce de son côté de très lourdes pertes pour le Maroc. Plus de 1 269 soldats marocains auraient été tués, 1 200 blessés ou disparus, des dizaines de soldats faits prisonniers ainsi que trois avions incendiés. Une impressionnante quantité d'armes variées, de véhicules militaires, de munitions et de carburant aurait été détruite ou récupérée. Le Polisario déclare aussi avoir détruit l'aéroport de la ville. 716 civils sahraouis sont « libérés » par le Polisario et partent dans les camps de réfugiés de Tindouf, dont le député de Smara, Mohamed Ali Ould Sidi Bechir.
L'attaque du Polisario a un aspect politique important. La « libération » — ou « kidnapping » pour les Marocains — de 716 Sahraouis est une importante victoire politique. D'une part cela prouve que les polisariens ont réussi à entrer dans la ville, et d'autre part, le 12 octobre 1979, les 42 soldats marocains faits prisonniers et les 716 civils sahraouis ramenés lors de la bataille sont présentés à « l'Association d'amitié française avec la RASD » ainsi qu'à la presse étrangère. De plus, le ralliement du député de Smara est un coup dur pour le Maroc car l'homme en question a été présenté quelques mois avant à la commission d'enquête du comité de l'Organisation de l'unité africaine, comme un Sahraoui convaincu de sa marocanité.
Toutefois, un groupe d'une vingtaine de diplomates et d'une trentaine de journalistes marocains et étrangers se rend le 16 octobre à Smara. Après constatations, seul un impact était visible sur la tour de contrôle de l'aéroport de la ville, tandis que la piste d'atterrissage était toujours fonctionnelle. La ville en elle-même semble n'avoir pas subi de dommages. Les autorités marocaines ont d'ailleurs montré quelques pertes du Polisario dans les combats, à savoir 17 véhicules Land Rover endommagées, des débris d'orgues de Staline, des roquettes de 120 tchèques et soviétiques, une mitrailleuse soviétique, des conteneurs d'obus de 75 chinois et des fusils Kalachnikov, dont certains en provenance de Libye. Les activistes sahraouis notent, en 2012, que cette bataille a été l'une des plus coûteuses pour l'armée populaire de libération sahraouie. Les Marocains ont également présenté aux journalistes le cadavre d'un homme non circoncis, ayant des « traits asiatiques » et retrouvé dans le sable.
Pendant leur repli vers l'Algérie, une partie des forces sahraouies, soit une dizaine d'unités du Polisario comprenant 1 200 hommes, mettent en déroute la garnison de Mahbès, défendue par un bataillon du 14e régiment d'infanterie motorisée, soit 780 hommes. Selon le quotidien espagnol El País, la bataille qui oppose 600 à 1 200 soldats marocains à 2 000 à 4 000 polisariens se révèle une défaite importante pour le Maroc qui perd tout « un bataillon et quatre cents tonnes d'armes ». De plus, Mahbès était la dernière localité qu'il contrôlait entre Smara et la frontière algérienne, et « devait, dans la stratégie marocaine, empêcher les infiltrations du Polisario à l'intérieur du Sahara ».